# Zebrias maculosus
Zebrias maculosus är en fiskart som beskrevs av Oommen, 1977. Zebrias maculosus ingår i släktet Zebrias och familjen tungefiskar. Inga underarter finns listade i Catalogue of Life.